# Africallagma glaucum
Africallagma glaucum é uma espécie de libelinha da família Coenagrionidae.
Pode ser encontrada nos seguintes países: Botswana, Gabão, Gana, Quénia, Malawi, Moçambique, Namíbia, Nigéria, Réunion, África do Sul, Tanzânia, Uganda, Zâmbia, Zimbabwe e possivelmente em Burundi.
Os seus habitats naturais são: matagal árido tropical ou subtropical, matagal húmido tropical ou subtropical, campos de gramíneas subtropicais ou tropicais secos de baixa altitude, pântanos, lagos de água doce intermitentes, marismas intermitentes de água doce e nascentes de água doce.